# Ан Л'Юие
Ан Жьонвиѐв Л'Юиѐ (на френски: Anne Geneviève L'Huillier, [an ʒən.vjɛv lɥi.je]) е френска физичка, работила дълго време и в Швеция.
Родена е на 16 август 1958 година в Париж. През 1980 година завършва математика в „Екол нормал – Фонтене о Роз“, а през 1986 година защитава докторат по физика в Университета „Париж-VI: Пиер и Мария Кюри“. След това работи в изследователския център на Комисариата по атомна енергия в Сакле, а от 1995 година – в Лундския университет. Изследванията ѝ са в областта на атомната физика, където е сред пионерите на атосекундната физика.
През 2023 година, заедно с Ференц Краус и Пиер Агостини, получава Нобелова награда за физика „за експериментални методи, които генерират атосекундни светлинни импулси за изследване на динамиката на електроните в материята“.